# Lac Callabonna
Le lac Callabonna est un lac desséché d'Australie-Méridionale et un site fossilifère.

## Histoire

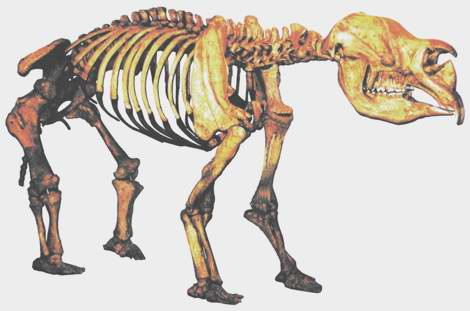
Fossile de Diprotodon ou wombat géant.

En janvier 1892, Fred Ragless, un éleveur de moutons de la région, remarqua qu'un grand nombre de squelettes de grands animaux étaient enfoncés dans la surface salée. Une expédition organisée par Sir Thomas Elder et E. C. Stirling, directeur du South Australian Museum, se rendit sur les lieux. Après plusieurs voyages, ils ramenèrent un grand nombre de squelettes de diprotodons et de dromornithidae. La zone fut classée réserve de fossiles en 1901 et son accès en est limité.